# Musée du Petit Palais
Il Musée du Petit Palais è un museo e galleria di arte antica che si trova ad Avignone, in Francia. È stato inaugurato nel 1976 e conserva di una ricchissima collezione di dipinti e di sculture fino al primo Rinascimento.

## Storia del palazzo
Nel museo è conservata la parte medievale della collezione Campana, già al Louvre.

## Collezioni

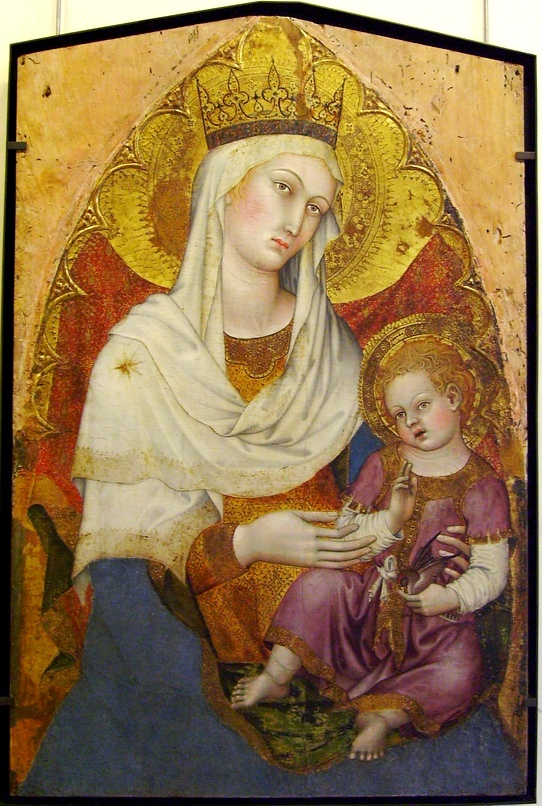
Madonna col Bambino, Taddeo di Bartolo.

Le collezioni del museo, esposte attraverso diciannove sale distribuite su tre livelli, provengono in prevalenza dalle collezioni del Museo del Louvre e di altri musei minori francesi, trattandosi prevalentemente di opere d'arte un tempo raggruppate nella grande collezione Campana, una delle più importanti per quanto riguarda la pittura italiana e non solo, e acquistata per la maggior parte dallo Stato francese nel 1861. Più di 300 "primitivi" italiani, su 327 presenti al museo, derivano dalla collezione Campana. L'altra fonte dalla quale il museo ha attinto per le sue collezioni è il Museo Calvet di Avignone, dal quale sono stati collocati nel museo opere della Scuola di Avignone, circa sessanta dipinti e 600 sculture. La collezione permanente del museo presenta opere che occupano un arco temporale dal XIII al XVI secolo, alcune di artisti poco conosciuti al grande pubblico e in Italia, altre realizzati da figure molto importanti come Sandro Botticelli o Vittore Carpaccio.

### Pittura

#### Tra il XIII e il XIV secolo
Nel museo si contano opere di Simone Martini, Paolo Veneziano, Lippo Memmi, Taddeo Gaddi, Agnolo Gaddi, Ambrogio Lorenzetti, Bartolo di Fredi, Giovanni Baronzio, Lorenzo di Bicci, Maestro del 1310, Jacopo del Casentino, Mariotto di Nardo, Jacopo di Cione, Puccio di Simone, Paolo di Giovanni Fei, Turino Vanni, Barnaba da Modena, Simone dei Crocifissi, Angelo Puccinelli, Girolamo Marchesi, Niccolo di Pietro Gerini, Niccolò di Tommaso, Francescuccio Ghissi.

#### Tra il XV e il XVI secolo
Gran parte dei dipinti risale a questo periodo. Sebbene gli artisti italiani costituiscano essenzialmente tale collezione, non mancano testimonianze della Scuola di Avignone. Si trovano opere di Sandro Botticelli, Vittore Carpaccio, Lorenzo Monaco, Carlo Crivelli, Vittore Crivelli, Sano di Pietro, Matteo di Giovanni, Benvenuto di Giovanni, Taddeo di Bartolo, Andrea di Bartolo, Bartolomeo Bonone, Benozzo Gozzoli, Lorenzo di Credi, Antonio Vivarini, Bartolomeo Vivarini, Liberale da Verona, Pesellino, Jacopo del Sellaio, Neri di Bicci, Cima da Conegliano, Vecchietta, Giovanni di Paolo, Jacopo di Paolo, Cosimo Rosselli, Ludovico Mazzolino, Ridolfo del Ghirlandaio, Giovanni da Udine, Biagio di Antonio Tucci, Benvenuto di Giovanni, Bartolomeo Veneto, Ambrogio Bergognone, Francesco Botticini, Antoniazzo Romano, Bonifacio Bembo, Marco Palmezzano, Bernardino Fungai, Maestro di Tavarnelle, Ludovico Brea e per la Scuola di Avignone Josse Lieferinxe e Enguerrand Quarton.

### Scultura
La scultura avignonese del periodo medievale, in particolare nel periodo della cattività avignonese, è ben rappresentata. Il periodo romanico si caratterizza, nel museo, per la presenza di capitelli scolpiti provenienti dalle chiese di Avignone, in particolare quelli del chiostro della Cattedrale di Avignone (del XII secolo). Molte opere risalgono al XIV secolo: si tratta soprattutto di statue provenienti da monumenti funebri realizzati nelle varie chiese di Avignone durante il papato (tomba di Papa Giovanni XXII, le cui spoglie furono disperse dai rivoluzionari nel 1793, tomba di Papa Innocenzo VI, gisant di Papa Urbano V, tomba del cardinale Filippo di Cabassoles, monumento funebre al cardinale Jean La Grange). Degne di nota sono poi le sculture di Antoine Le Moiturier e Jean de la Huerta, in grado di testimoniare la raffinatezza raggiunta dalla statuaria avignonese del XV secolo.

## Ripartizione delle opere nelle sale d'esposizione

### Sala 2: Tomba del cardinale Jean La Grange
- Monumento funebre al cardinale La Grange

### Sala 4: Scuola senese
Nella sala è presente una selezione di dipinti di scuola senese dal 1350 al 1420.
- Maestro della Pietà, Pietà (60 x 42 cm), una delle prime immagini di questo tipo nel panorama artistico di Siena.

- Paolo di Giovanni Fei, San Giovanni Battista (63 x 36 cm).

- Bartolo di Fredi, Vergine dell'Annunciazione (46 x 30 cm), fortemente ispirata (pressoché una riproduzione) della Madonna raffigurata da Simone Martini nella sua Annunciazione; Adorazione dei pastori (160 x 96 cm); San Giovanni Evangelista. Questi ultimi due facevano probabilmente di un grande polittico destinato alla Basilica di San Domenico di Siena. Questi dipinti sono realizzati con materiali preziosi, quali oro o lapislazzuli, e con dovizia di particolari; Vescovo; Sant'Antonio Abate.
- Taddeo di Bartolo, Vergine dell'Annunciazione (77 x 51 cm), dipinto probabilmente a Perugia nel 1403 circa; Madonna col Bambino (104 x 69 cm); San Pietro (82 x 39 cm).
- Gregorio di Cecco, Crocifissione.
- Cecco di Pietro, San Pietro, San Bartolomeo, San Giovanni Battista, San Nicola, dipinti datati al 1386.
- Turino Vanni, Assunzione della Vergine (120 x 89 cm).
- Angelo Puccinelli, San Giovanni Battista e Santa Maria Maddalena (80 x 52 cm), pannello destro di un trittico, la cui corrispondente parte sinistra, raffigurante Santa Caterina e un vescovo, è conservata al Getty Museum.
- Barnaba da Modena, Madonna in trono con il Bambino, San Giovanni Battista e San Michele.

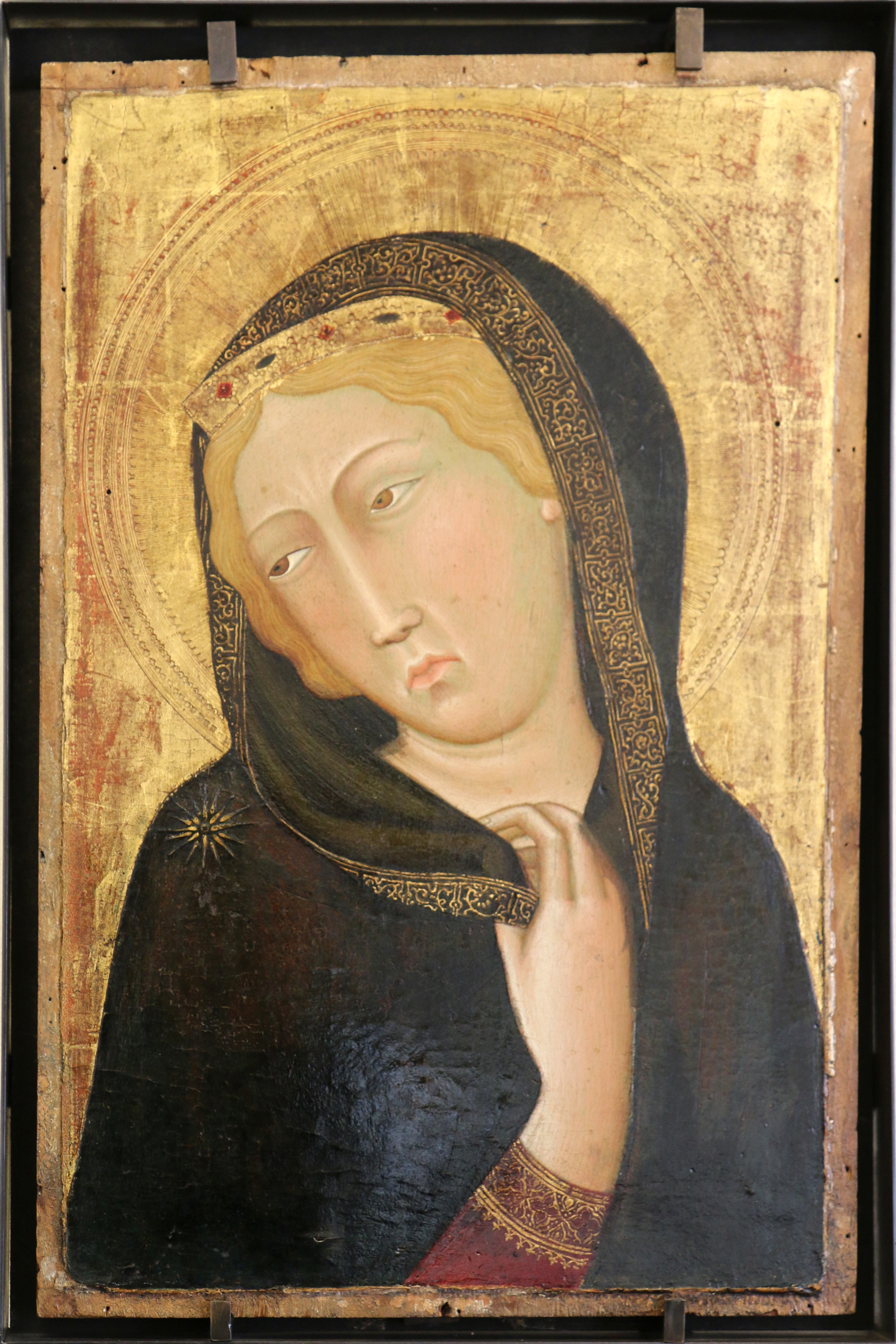
Vergine dell'Annunciazione, Bartolo di Fredi
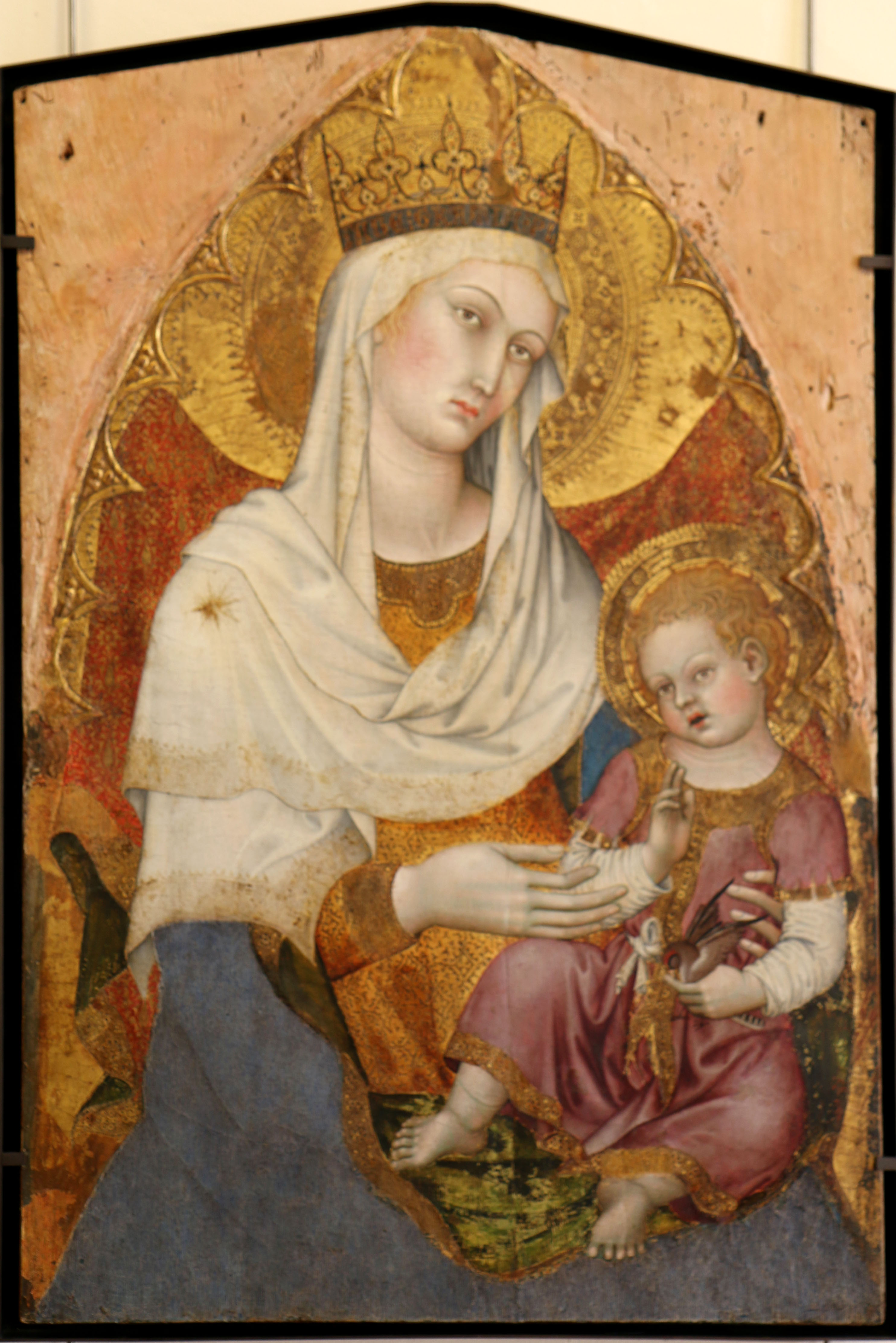
Madonna col Bambino, Taddeo di Bartolo
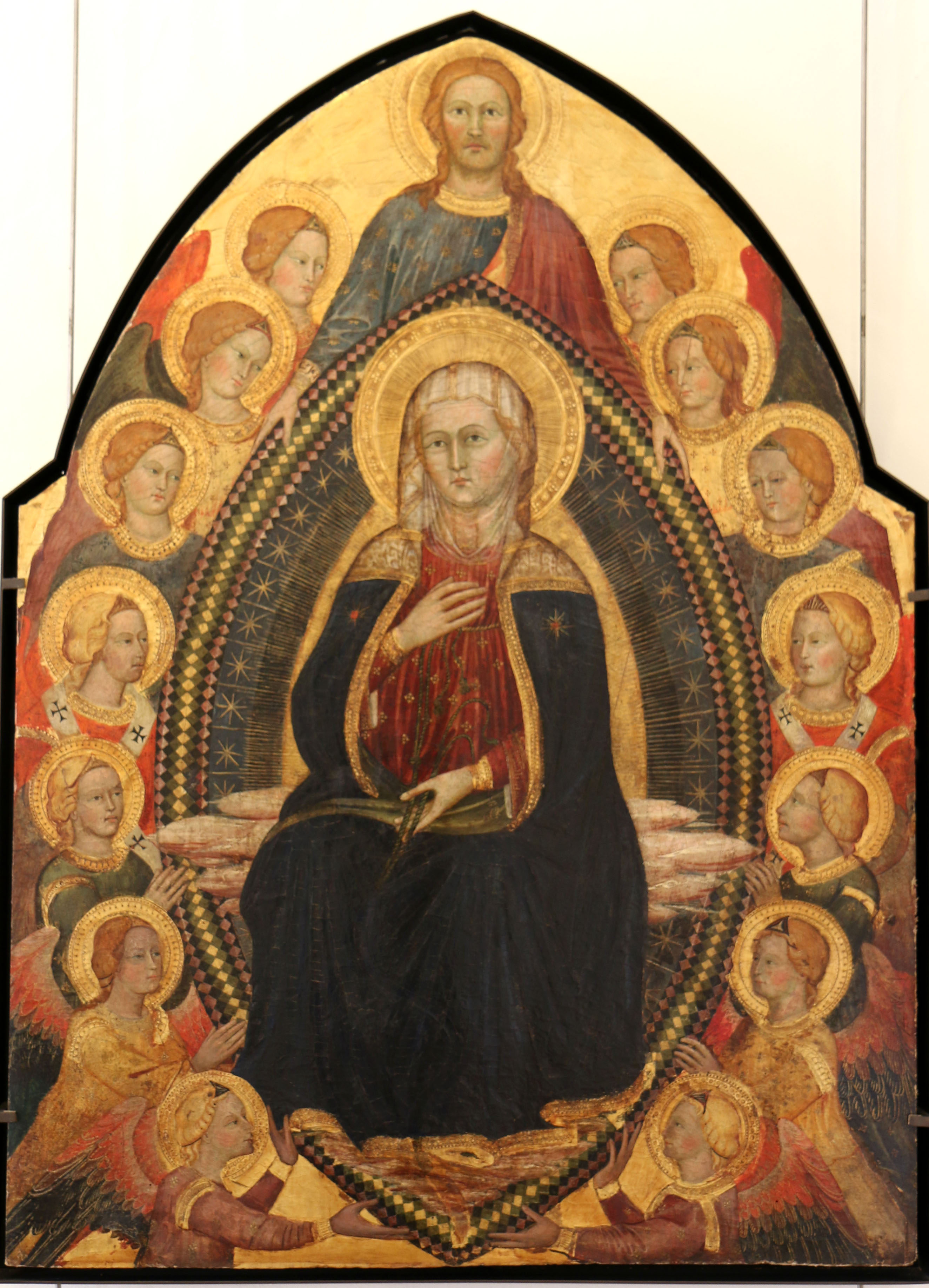
Assunzione della Vergine, Turino Vanni
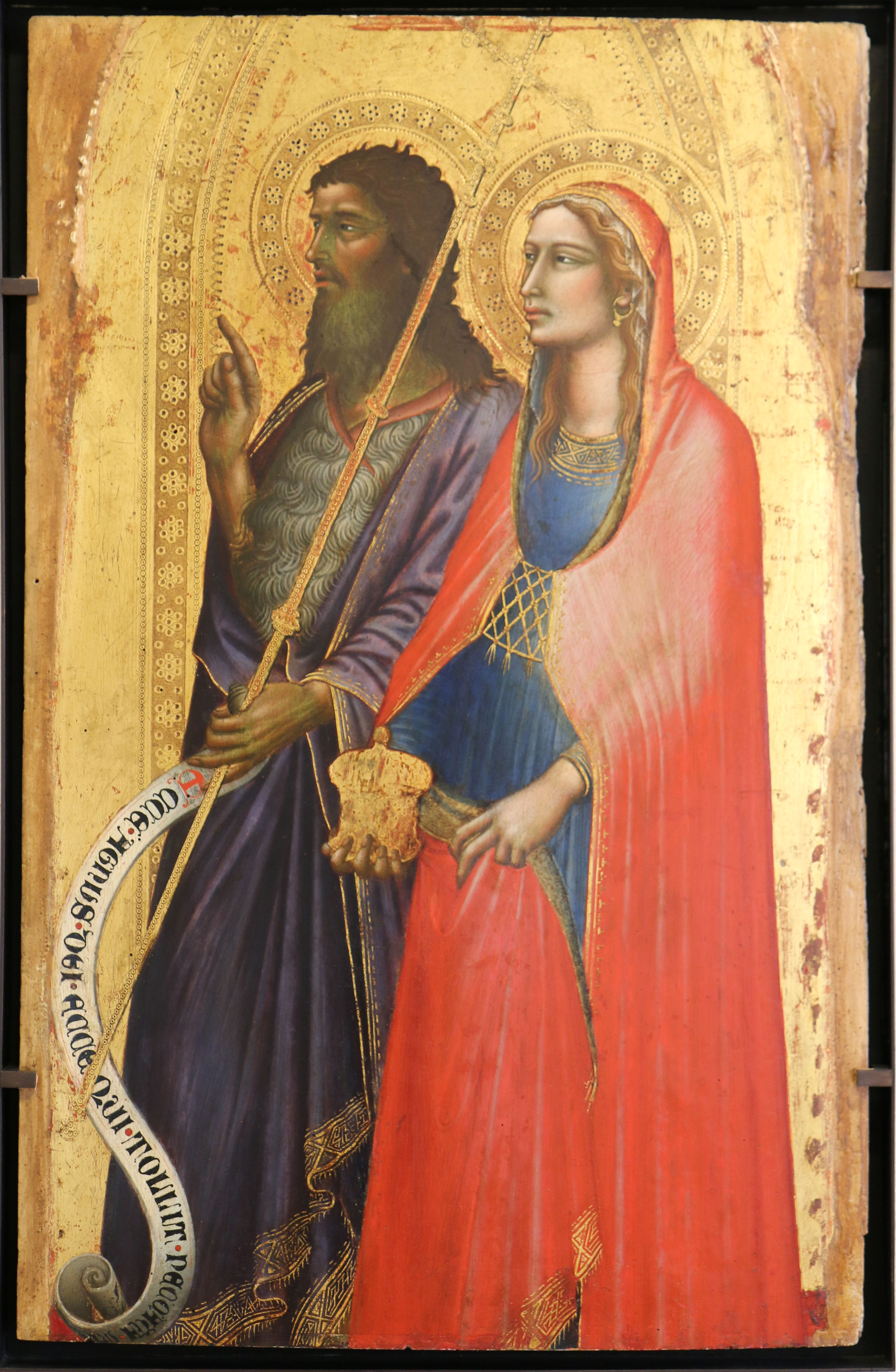
San Giovanni Battista e Santa Maria Maddalena, Angelo Puccinelli
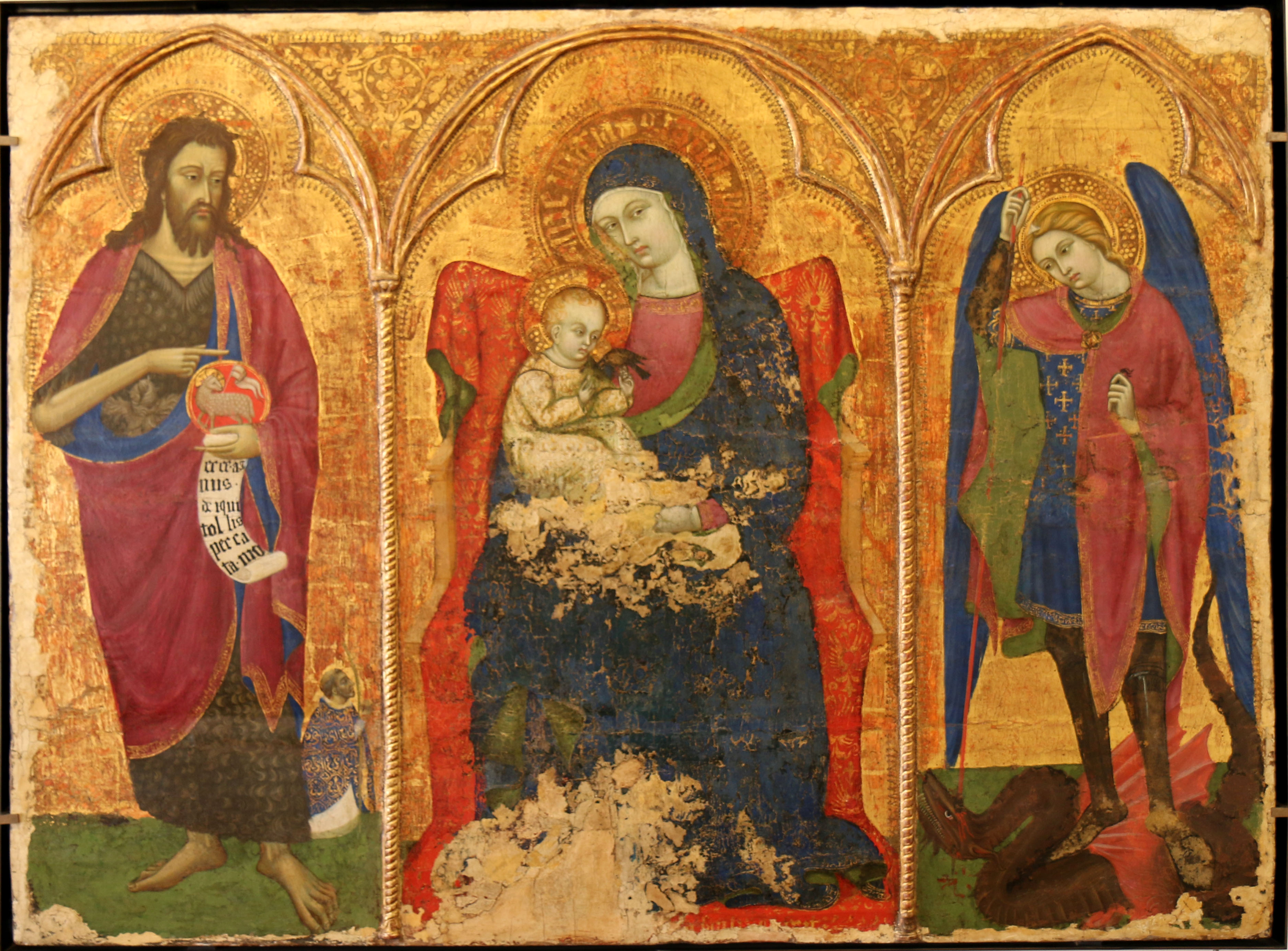
Madonna in trono con il Bambino, San Giovanni Battista e San Michele, Barnaba da Modena

### Sala 7: La pittura a Venezia dal 1370 al 1410
L'influenza della pittura bizantina perdura a Venezia più che negli altri regni della penisola. Anche se, dalla seconda metà del XIV secolo, si comincia a manifestare interesse anche per lo stile gotico. Le opere esposte in questa sala testimoniano sia il legame con la tradizione bizantina, sia l'apertura verso lo stile gotico.
- Maestro del Crocifisso di Pesaro, Crocifissione (113 x 59 cm), 1375-1400 circa, fondo oro su legno.
- Maestro della Madonna del Parto, San Ludovico di Tolosa, 51 x 22 cm), 1400 circa, fondo oro su pioppo.

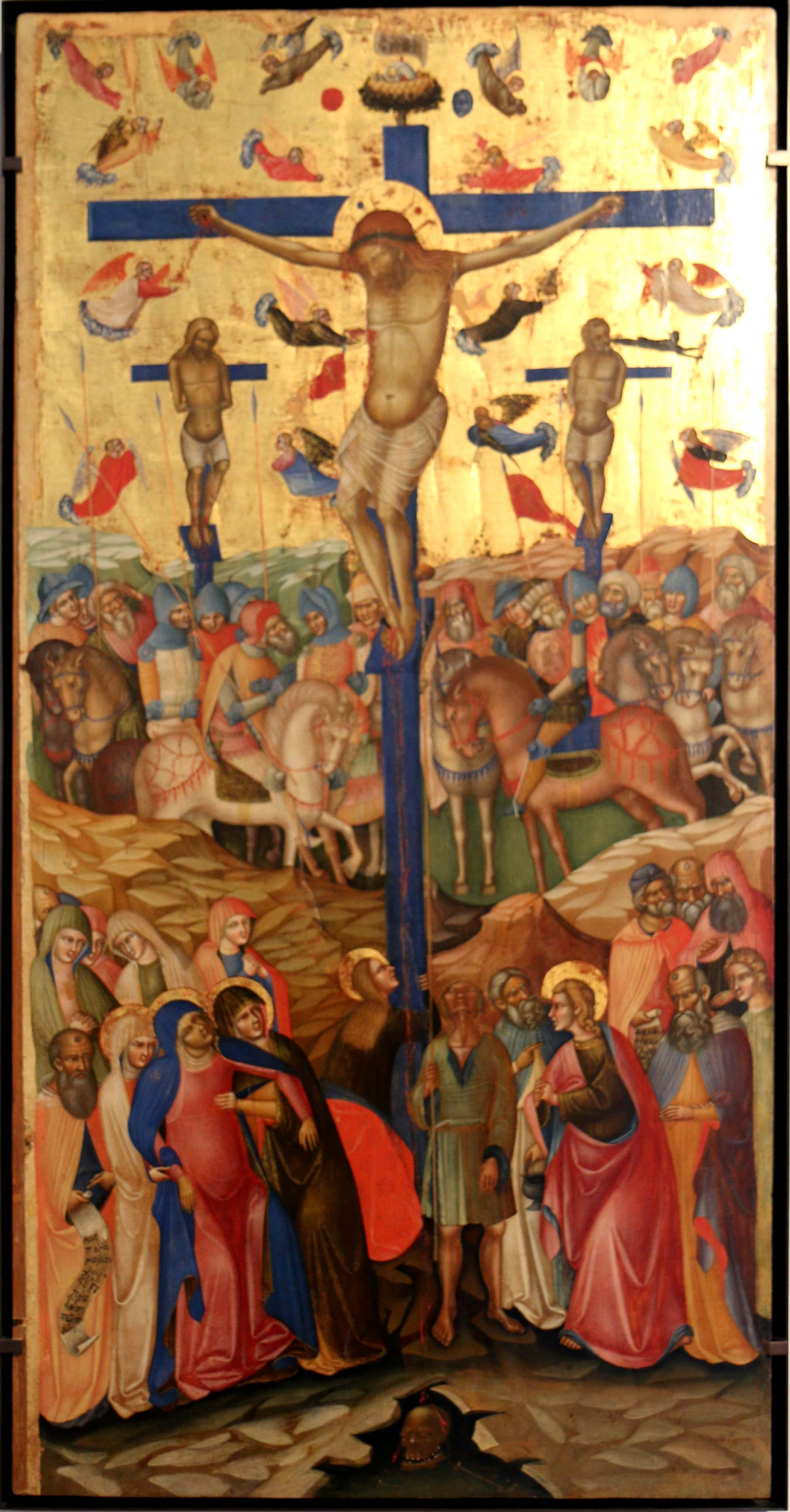
Crocifissione, Maestro del Crocifisso di Pesaro
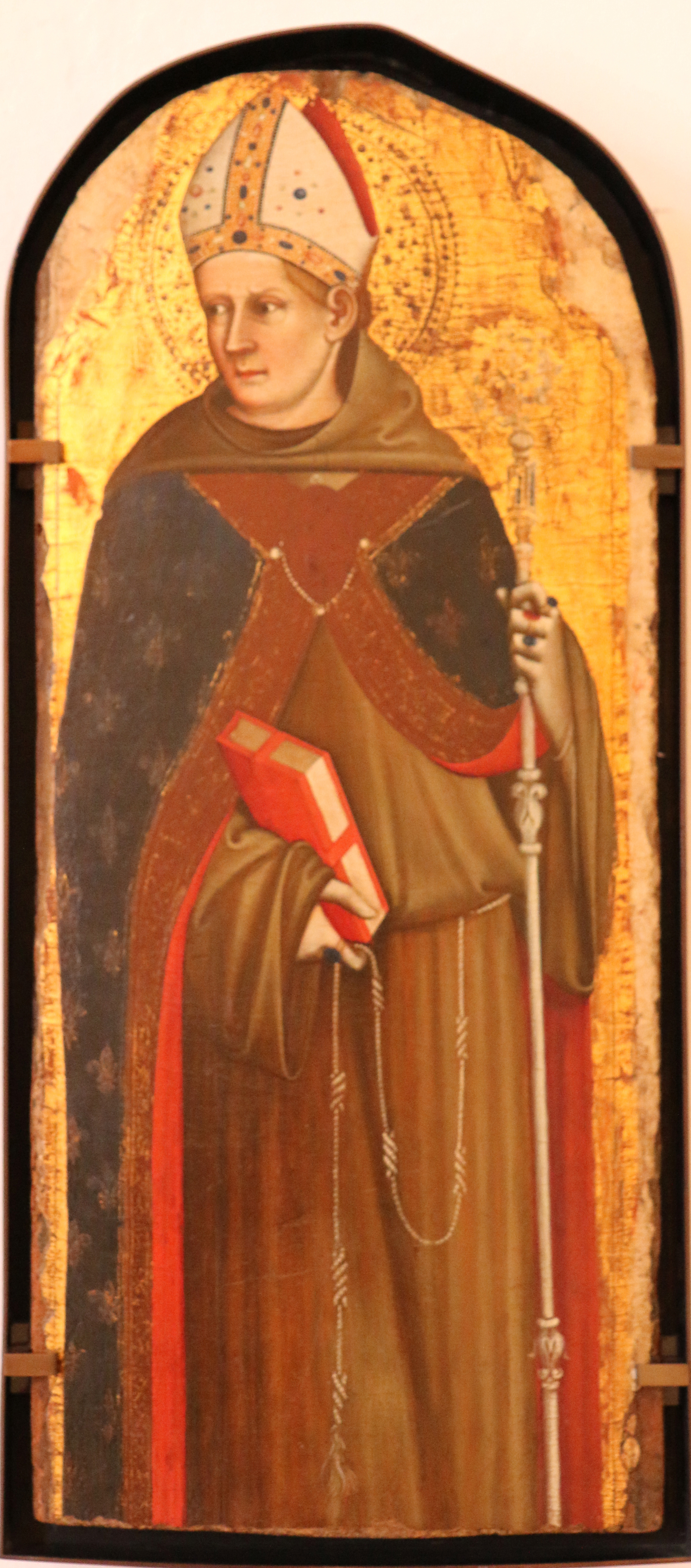
San Ludovico di Tolosa, Maestro della Madonna del Parto

### Sala 12: Padova, Venezia e le Marche dal 1440 al 1490
- Giovanni Angelo d'Antonio, San Giovanni Battista e un donatore (205 x 83 cm, olio su pioppo, 1464). Il donatore raffigurato in primo piano sarebbe Giulio Cesare da Varano, signore di Camerino. L'opera proverrebbe dalla cappella della famiglia Da Varano, all'interno della cattedrale della città.
- Nicola di Maestro Antonio d'Ancona, San Giacomo (123 x 39 cm) e San Francesco (123 x 39 cm), appartenenti ad un polittico smembrato e ricostruito grazie ad una decorazione polilobata della parte superiore del polittico originario; di esso, faceva parte un pannello raffigurante San Giovanni e conservato al Walters Art Museum, e la Madonna in trono con il bambino, attualmente collocato nel Minneapolis Institute of Art e che, con molta probabilità era il pannello centrale.
- Lorenzo d'Alessandro: Crocifissione (161 x 87 cm, 1470 circa). Questo dipinto era probabilmente parte di un trittico destinato all'altare maggiore della chiesa di Sant'Antonio Abate a Matelica.
- Ludovico Urbani: Madonna in trono con Bambino e santi, (130 x 70 cm, 1480 circa).
- Carlo Crivelli: Santa Caterina da Siena (50 x 15 cm), Sant'Agostino (50 x 15 cm), San Nicola (50 x 15 cm) e Santa Lucia (50 x 15 cm), tutte dal Polittico del Duomo di Camerino.
- Antonio Vivarini e Bartolomeo Vivarini: Santi Petronio e Giacomo e Santi Giovanni Battista e Ludovico da Tolosa, da una pala d'altare della basilica di San Giacomo a Bologna.
- Liberale da Verona: Cristo alla colonna (43 x 26 cm).

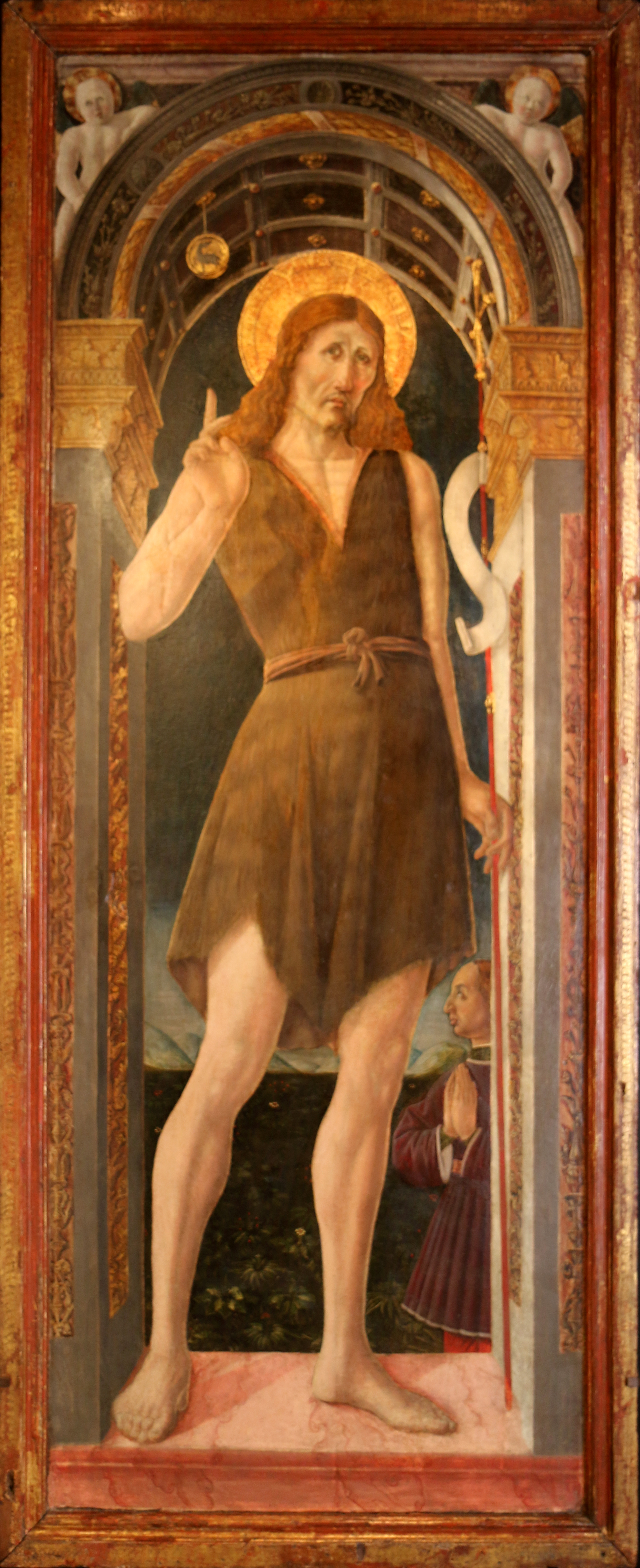
San Giovanni Battista, Giovanni Angelo d'Antonio
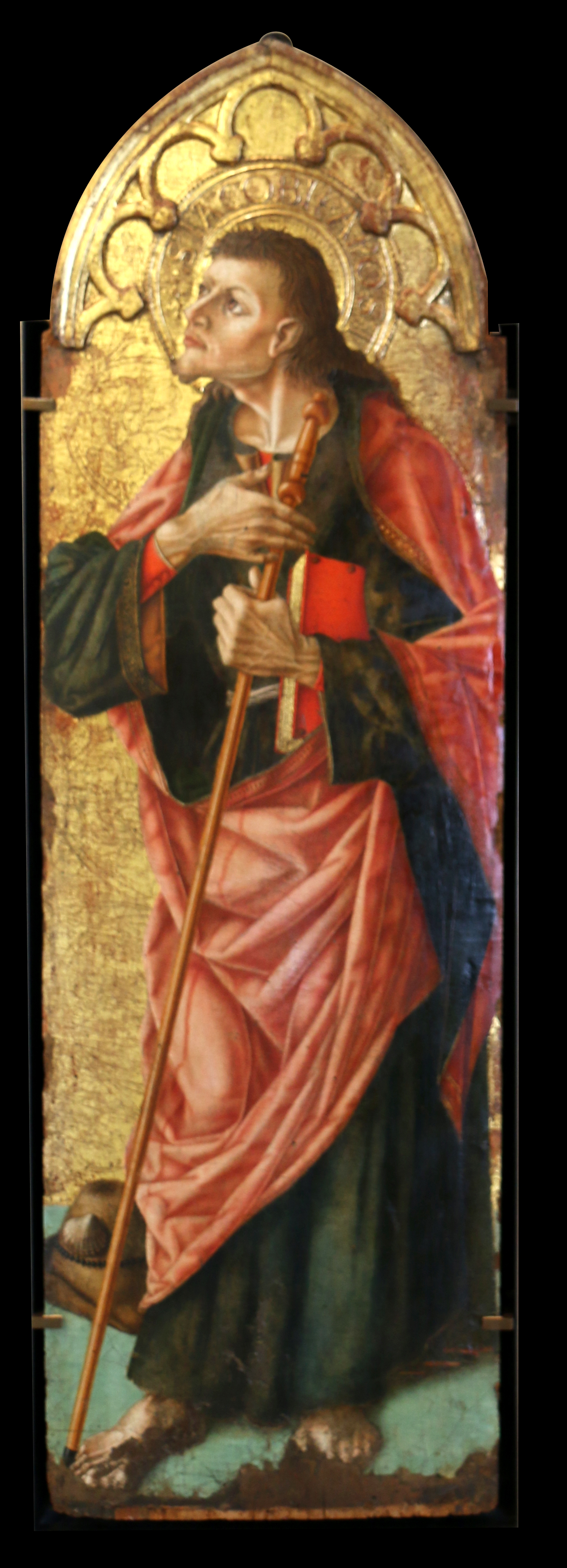
San Giacomo, Nicola di Maestro Antonio
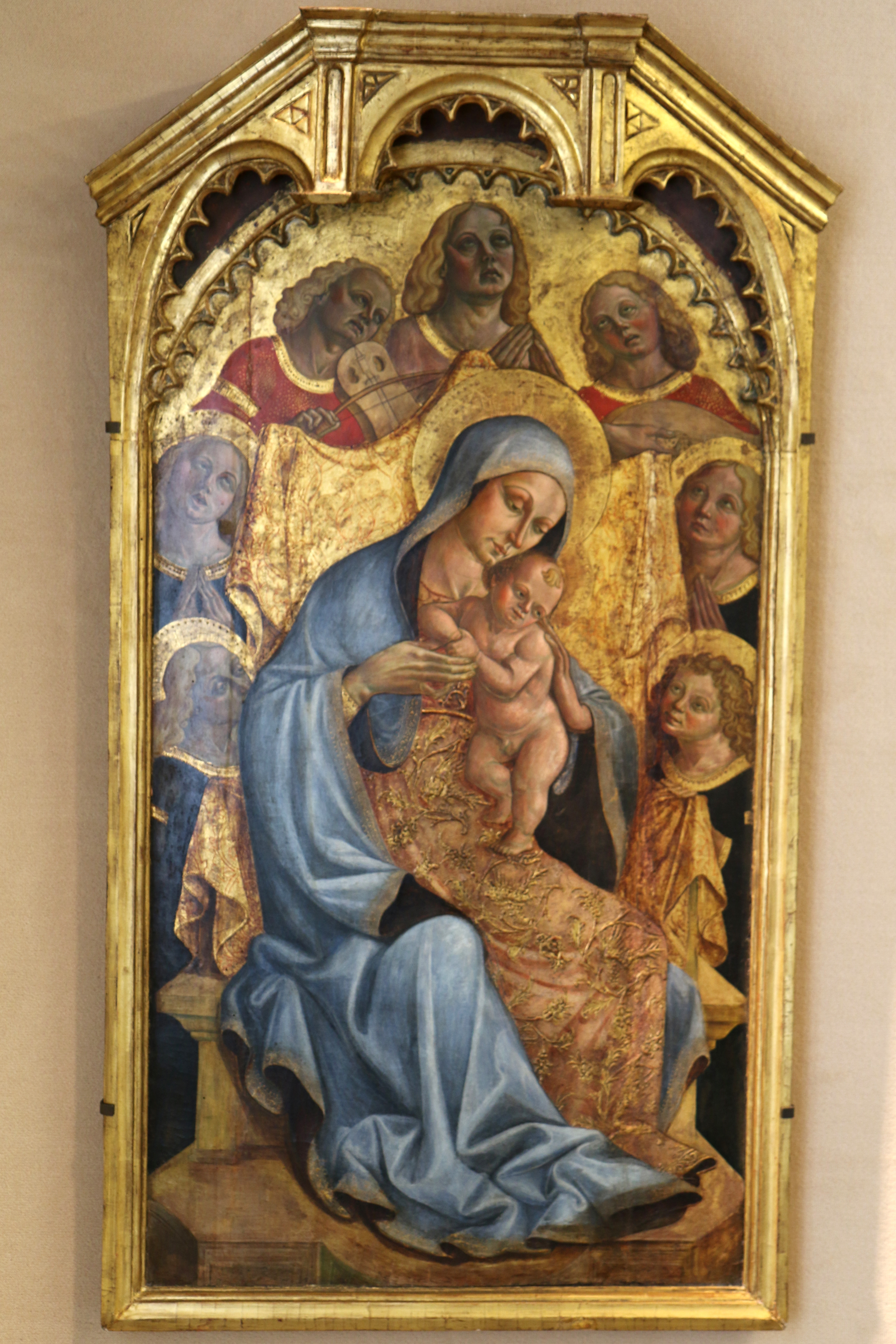
Madonna in trono con Bambino e santi, Ludovico Urbani
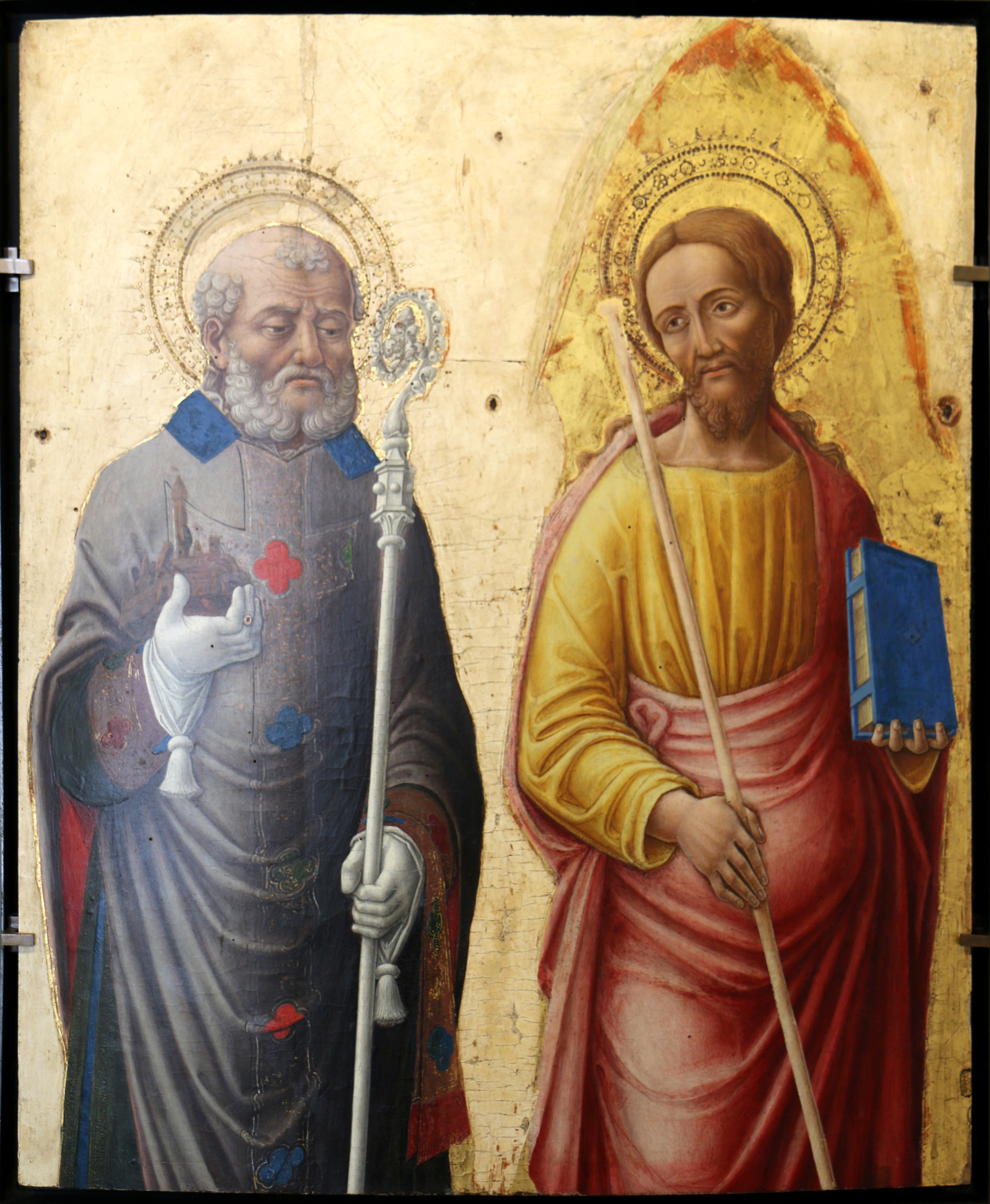
San Petronio e San Giacomo, Antonio e Bartolomeo Vivarini
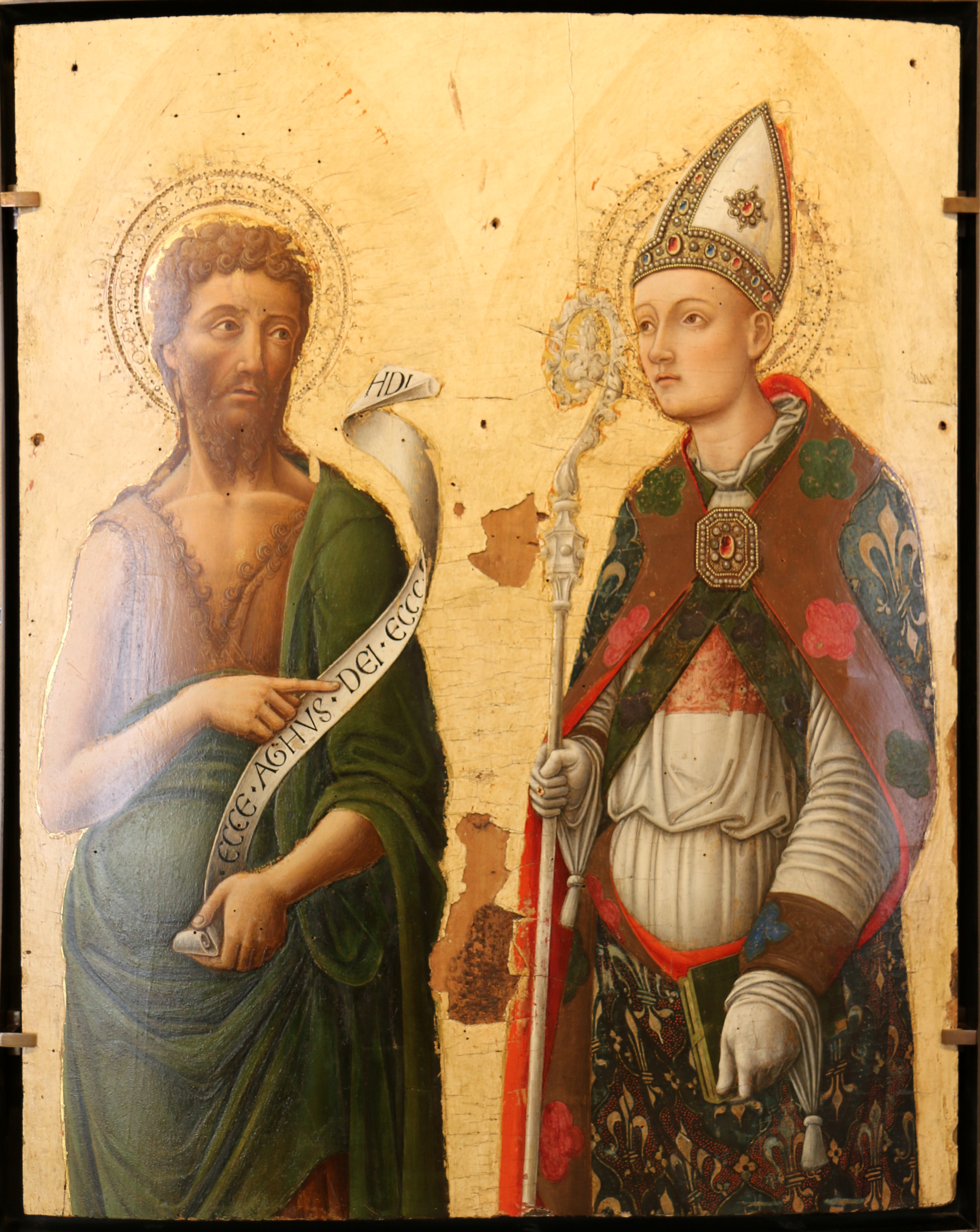
San Giovanni Battista e San Ludovico di Tolosa, Antonio e Bartolomeo Vivarini
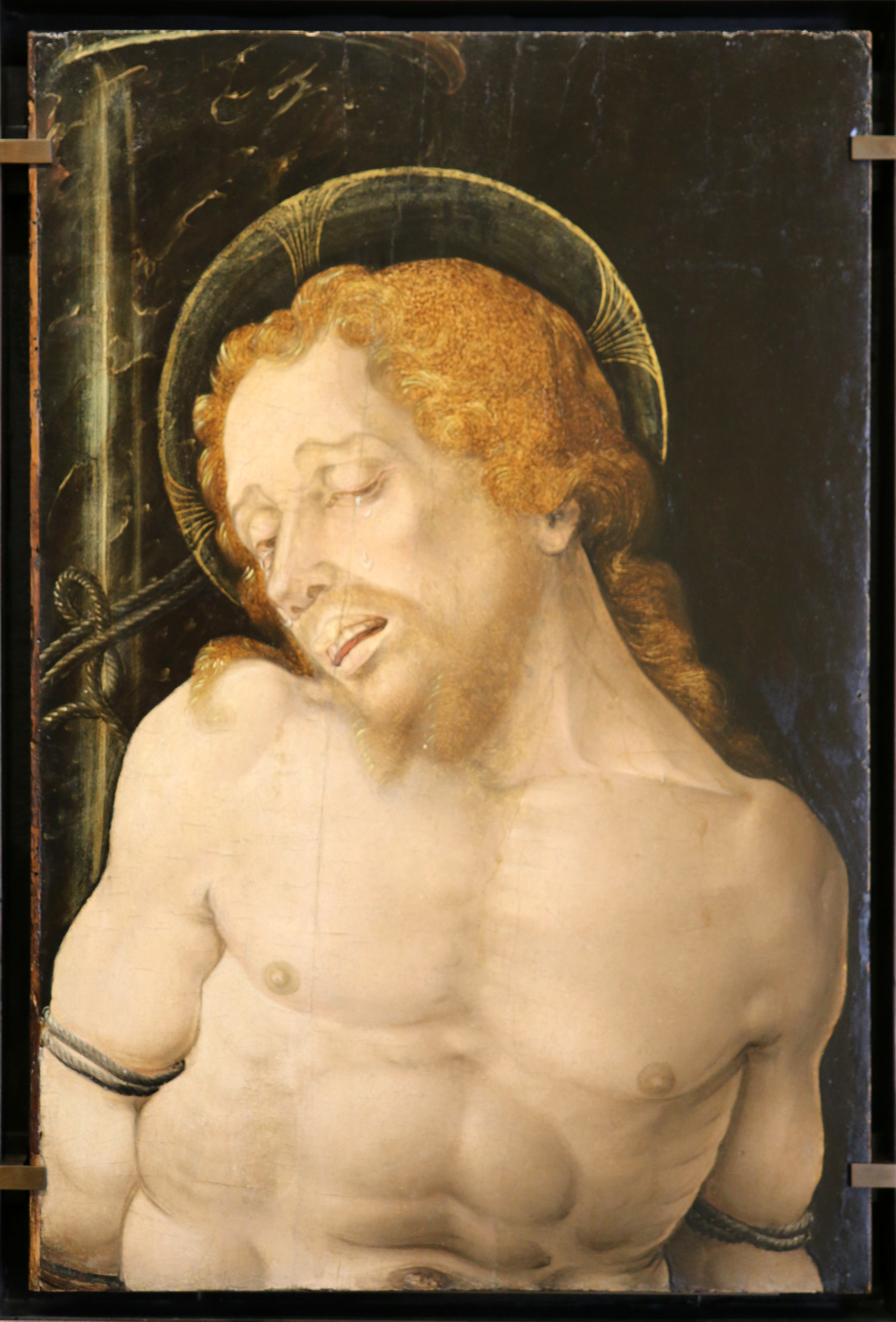
Cristo alla colonna, Liberale da Verona

### Sala 15: La pittura a Firenze nel XVI secolo
Maestro di Tavernelle: Arianna a Nasso (69 x 155 cm); Presa di Atene da parte di Minosse (69 x 183 cm); Gli amori di Pasifae (69 X 182 cm); Teseo e il Minotauro (69 x 155 cm). Tali dipinti sono stati realizzati su legno di pioppo, intorno al 1510 circa.